# Hippomobile
Das Hippomobile ist ein Automobil, das von Étienne Lenoir ab 1860 konstruiert wurde. Es wurde von einem Verbrennungsmotor angetrieben, den Lenoir ebenfalls selber entwickelt hatte. Heute sind noch einige dieser Motoren erhalten.

## Technik

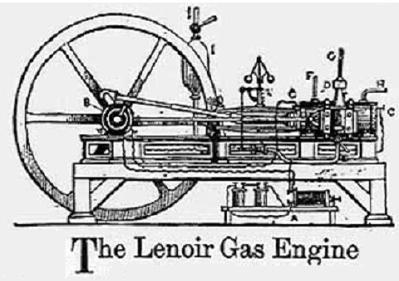
Lenoir Gasmotor, 1860

Das Fahrzeug ist ein dreirädriger Karren, der von einem Lenoirmotor angetrieben wird. Als Kraftstoff konnten verschiedene Gase eingesetzt werden, unter anderem Wasserstoff, der durch Elektrolyse während der Fahrt erzeugt wurde. Auf einer Testfahrt über 9 km von Paris nach Joinville-le-Pont im Jahr 1863 erreichte das Hippomobile eine Durchschnittsgeschwindigkeit von 3 km/h.
Das Chassis bestand aus einem hochliegenden, rechteckigen Kasten. Die Bank für Fahrer und Beifahrer war ganz vorn, eine zweite war direkt dahinter etwas tiefer angebracht. Den Rest nahm eine Ladefläche ein. Darunter gab es ein Holzabteil mit der Antriebstechnik. Der Motor war mittig quer eingebaut und trieb über eine Kette ein Hinterrad an. Der Tank war ganz im Heck untergebracht, zwischen ihm und dem Motor saß die Zündanlage. Die Achse des gelenkten Vorderrads war beidseitig an Doppelelliptik-Blattfedern aufgehängt, die hintere Achse war nicht gefedert.
Der Motor ähnelt von der Funktionsweise einer Dampfmaschine. Er ist ein doppeltwirkender Einzylinderzweitaktmotor ohne Verdichtung mit Flachschiebergaswechselsteuerung, Fremdzündung und Wasserkühlung. Das Kraftstoffluftgemisch wird abwechselnd auf beiden Seiten des Zylinders vom Scheibenkolben bis zur Hubmitte angesaugt und dann einzeln gezündet. Der zur Steuerung eingesetzte Flachschieber wird über einen Exzenter von der Kurbelwelle angetrieben. Die Leistung des Motors ist mit 0,7 kW bei 80 min−1 angegeben, sein Wirkungsgrad beträgt etwa 3 %. Der Kraftstoffverbrauch ist somit sehr groß, was auch für den Schmiermittelverbrauch gilt. Die Zündanlage war sehr unzuverlässig und versagte häufig.